# Liste der Baudenkmale in Zichow
In der Liste der Baudenkmale in Zichow sind alle Baudenkmale der brandenburgischen Gemeinde Zichow und ihrer Ortsteile aufgelistet. Grundlage ist die Veröffentlichung der Landesdenkmalliste mit dem Stand vom 31. Dezember 2022.

## Baudenkmale in den Ortsteilen
In den Spalten befinden sich folgende Informationen:
- ID-Nr.: Die Nummer wird vom Brandenburgischen Landesamt für Denkmalpflege vergeben. Ein Link hinter der Nummer führt zum Eintrag über das Denkmal in der Denkmaldatenbank. In dieser Spalte kann sich zusätzlich das Wort Wikidata befinden, der entsprechende Link führt zu Angaben zu diesem Denkmal bei Wikidata.
- Lage: die Adresse des Denkmales und die geographischen Koordinaten. Link zu einem Kartenansichtstool, um Koordinaten zu setzen. In der Kartenansicht sind Denkmale ohne Koordinaten mit einem roten beziehungsweise orangen Marker dargestellt und können in der Karte gesetzt werden. Denkmale ohne Bild sind mit einem blauen bzw. roten Marker gekennzeichnet, Denkmale mit Bild mit einem grünen beziehungsweise orangen Marker.
- Bezeichnung: Bezeichnung in den offiziellen Listen des Brandenburgischen Landesamtes für Denkmalpflege. Ein Link hinter der Bezeichnung führt zum Wikipedia-Artikel über das Denkmal.
- Beschreibung: die Beschreibung des Denkmales
- Bild: ein Bild des Denkmales und gegebenenfalls einen Link zu weiteren Fotos des Baudenkmals im Medienarchiv Wikimedia Commons

### Fredersdorf
| ID-Nr.                           | Lage                               | Bezeichnung                                                        | Beschreibung | Bild                                                  |
| -------------------------------- | ---------------------------------- | ------------------------------------------------------------------ | --- | ----------------------------------------------------- |
| 09130432                         | Fredersdorfer Dorfstraße 7 (Lage)  | Kirche                                                             | Die evangelische Kirche wurde in der zweiten Hälfte des 13. Jahrhunderts erbaut, der Turm stammt aus dem Jahre 1703. Im Inneren befindet sich ein Altar aus der zweiten Hälfte des 15. Jahrhunderts | weitere Bilder                                        |
| 09131089 Teilobjekt zu: 09130432 | Fredersdorfer Dorfstraße ()        | Orgel                                                              | | ein Bild hochladen                                    |
| 09130939                         | Fredersdorfer Dorfstraße 27 (Lage) | Gehöft, bestehend aus Wohnhaus und zwei Stallgebäuden              | | Gehöft, bestehend aus Wohnhaus und zwei Stallgebäuden |
| 09131997 Teilobjekt zu: 09130939 | Fredersdorfer Dorfstraße 27 ()     | Wohnhaus                                                           | | ein Bild hochladen                                    |
| 09131998 Teilobjekt zu: 09130939 | Fredersdorfer Dorfstraße 27 ()     | Stall                                                              | | ein Bild hochladen                                    |
| 09131227                         | Fredersdorfer Dorfstraße 29 (Lage) | Kirchenscheune                                                     | | BW                                                    |
| 09131251                         | Fredersdorfer Dorfstraße 41 (Lage) | Ev.-lutherische (altlutherische) Kirche mit straßenseitigen Mauern | | weitere Bilder                                        |

### Golm
| ID-Nr.                           | Lage                      | Bezeichnung | Beschreibung | Bild           |
| -------------------------------- | ------------------------- | ----------- | --- | -------------- |
| 09130461                         | Golm Dorfstraße 30 (Lage) | Bauernhaus  | | Bauernhaus     |
| 09130460                         | Golm Dorfstraße 98 (Lage) | Kirche      | Die evangelische Kirche stammt aus der zweiten Hälfte des 13. Jahrhunderts. Beim Bau wurden neben Feldsteinen auch Backsteine verwendet. Der Turmaufsatz wurde in den Jahren 1711 bis 1714 erbaut. Der Kanzelaltar stammt auch aus dieser Zeit. | weitere Bilder |
| 09131042 Teilobjekt zu: 09130460 | Golm Dorfstraße 98 (Lage) | Orgel       | | BW             |

### Zichow
| ID-Nr.                           | Lage                 | Bezeichnung | Beschreibung | Bild               |
| -------------------------------- | -------------------- | --- | --- | ------------------ |
| 09130759                         | (Lage)               | Kirche | Die evangelische Kirche stammt aus der zweiten Hälfte des 13. Jahrhunderts. Der Turmaufsatz wurde 1883 aus Backstein errichtet. Im Inneren ein hölzernes Kruzifixus, das wahrscheinlich aus dem Anfang des 18. Jahrhunderts stammt.              | weitere Bilder     |
| 09131086 Teilobjekt zu: 09130759 | ()                   | Orgel | | ein Bild hochladen |
| 09130761                         | Am Lindenweg (Lage)  | Turmwindmühle | | weitere Bilder     |
| 09130760                         | Dorfstraße 28 (Lage) | Gutsanlage Zichow mit Rundturm der mittelalterlichen Burganlage (Fangelturm), Herrenhaus, Gutshof mit Marstall, Kuhstall, Speicher, Stall, Inspektorhaus, Brunnenhaus sowie Gutspark | Das ehemalige Schloss stammt aus dem Jahre 1745. Wahrscheinlich ist es auf Fundamenten der mittelalterlichen Burg errichtet worden. Die Burganlage wurde das erste Mal 1354 urkundlich erwähnt. Von der Burg ist nur noch der Rundturm erhalten. | weitere Bilder     |
| 09131885 Teilobjekt zu: 09130760 | Dorfstraße 28 ()     | Burgturm / Wehrturm | | ein Bild hochladen |
| 09131886 Teilobjekt zu: 09130760 | Dorfstraße 28 ()     | | Pferdestall & Remise & Schmiede | ein Bild hochladen |
| 09131887 Teilobjekt zu: 09130760 | Dorfstraße 28 ()     | Kuhstall | | ein Bild hochladen |
| 09131888 Teilobjekt zu: 09130760 | Dorfstraße 28 ()     | Speicher | | ein Bild hochladen |
| 09131889 Teilobjekt zu: 09130760 | Dorfstraße 28 ()     | Stall | | ein Bild hochladen |
| 09131890 Teilobjekt zu: 09130760 | Dorfstraße 28 ()     | Inspektorenhaus | | ein Bild hochladen |
| 09131891 Teilobjekt zu: 09130760 | Dorfstraße 28 ()     | Brunnenhaus | | ein Bild hochladen |
| 09131892 Teilobjekt zu: 09130760 | Dorfstraße 28 ()     | Gutspark | | ein Bild hochladen |
| 09130762                         | Dorfstraße 41 (Lage) | Giebellaubenhaus | Das Haus ist die ehemalige Poststation und stammt aus dem 18. Jahrhundert. | Giebellaubenhaus   |
| 09132131                         | Dorfstraße 42 ()     | Dorfschule | | ein Bild hochladen |